# Wicked Weasel
Wicked Weasel ist ein australisches Unternehmen, das sich auf die Herstellung von knapp geschnittener Badebekleidung (z. B. Mikrokinis) und Reizwäsche für Frauen spezialisiert hat.
Das Unternehmen wurde 1994 von Peter Gifford, dem ehemaligen Bass-Gitarristen von Midnight Oil, gegründet und nach dem Spitznamen seiner Freundin benannt. Gifford eröffnete das erste Geschäft 1995 in Cairns. 1996 zog es nach Byron Bay um und bildet seitdem dort den Hauptsitz des Unternehmens. Zusätzliche Ladengeschäfte in Bondi und Melbourne waren zunächst nicht erfolgreich und wurden 1998 wieder geschlossen.
Am 24. Juni 1999 ging die Website wickedweasel.com als erster Online-Shop für australische Badebekleidung online. Bereits 2003 etablierte sich das Unternehmen so als größter australischer Online-Händler für Bekleidung. Aufgrund des großen Erfolges wurden im Dezember 2007 eine Filiale in Sydney und später erneut eine Filiale in Melbourne eröffnet. Ende 2007 wies die Website täglich über 100.000 Besucher auf.

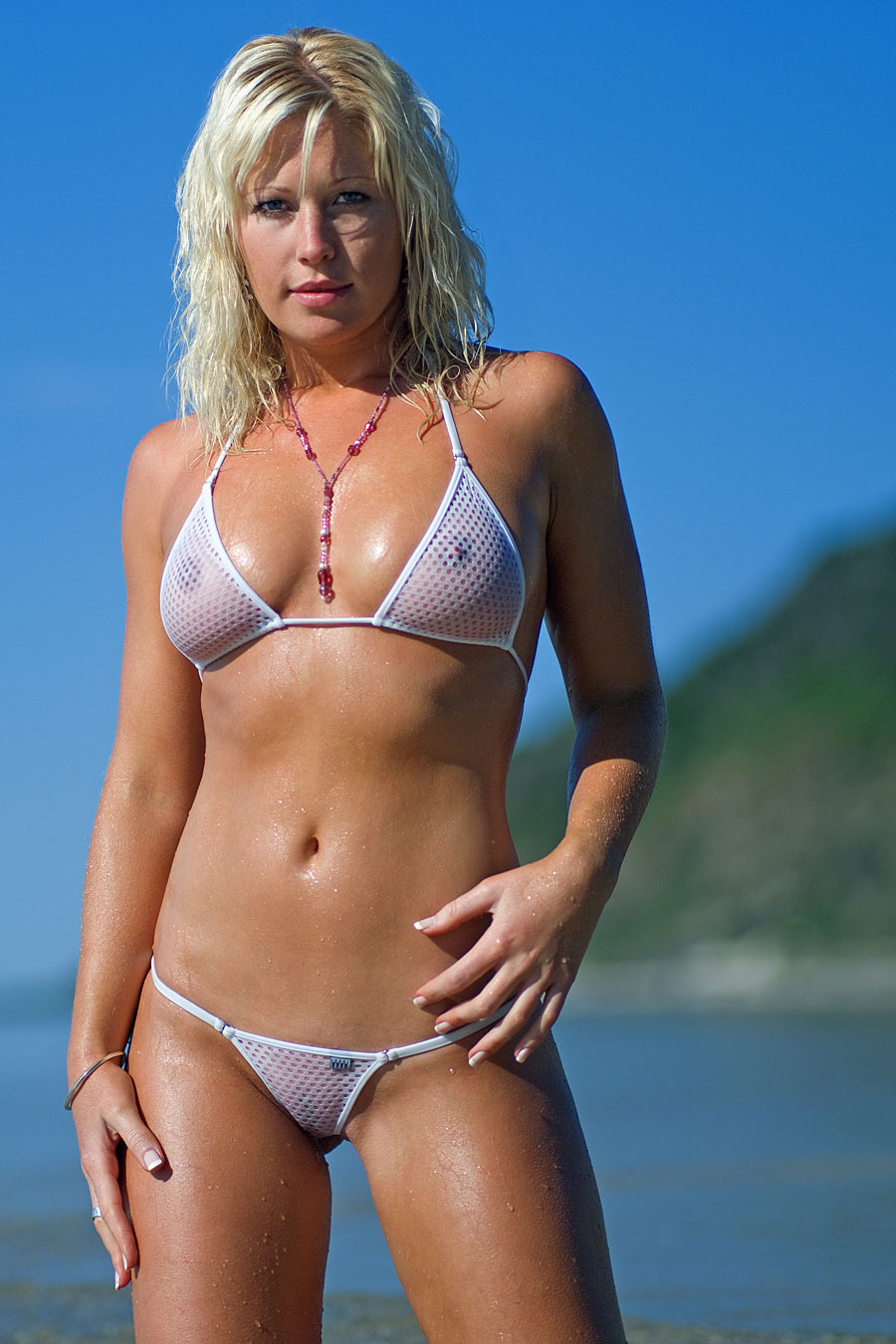
Durchsichtiger Bikini aus weißem Maschengewebe